# Krumey-Hunsche-Prozess
Der Krumey-Hunsche-Prozess war das vom 27. April 1964 bis 3. Februar 1965 vor dem Landgericht Frankfurt am Main geführte Strafverfahren gegen Hermann Krumey und Otto Hunsche. Die Anklage lautete auf „Gemeinschaftlichen Mord in einer unbestimmten Vielzahl von Fällen“. Konkret warf die Staatsanwaltschaft den „Schreibtischtätern“ Krumey und Hunsche die Beteiligung an der Ermordung von wenigstens 300.000 jüdischen Menschen vor, die 1944 von Ungarn in das Vernichtungslager  Auschwitz-Birkenau deportiert wurden.

## Geschichte
Das Schwurgerichtsverfahren wurde im Frankfurter „Gallus-Haus“ abgehalten, wo auch der Frankfurter Auschwitzprozess stattfand. Auch die Prozessbeteiligten waren teilweise dieselben. Erster Staatsanwalt Hanns Großmann und Staatsanwalt Adolf Steinbacher führten die Anklage, Vertreter der Nebenkläger waren die Rechtsanwälte Henry Ormond, Christian Raabe und Robert Kempner. Als Verteidiger Hunsches traten Hans Laternser und Fritz Steinacker auf, Krumey wurde von Erich Schmidt-Leichner vertreten.
Nach neunmonatiger Verhandlung wurde Otto Hunsche freigesprochen, Hermann Krumey wurde zu fünf Jahren Zuchthaus verurteilt. Durch Verrechnung mit der seit 1960 in Untersuchungshaft verbrachten Zeit kam er frei.
Sowohl die Staatsanwaltschaft als auch die Verteidigung gingen in Revision, die der BGH durch Aufhebung des Urteils entschied. Das Verfahren wurde an das Landgericht zurückverwiesen, die Empfehlung lautete, das Strafmaß für Krumey zu erhöhen. Daraufhin wurde dieser im August 1969 zu lebenslanger Haft verurteilt, nun erhielt aber auch Hunsche wegen Beihilfe zum Mord eine Freiheitsstrafe von zwölf Jahren.
Im Januar 1973 wurde die durch Krumey erneut eingelegte Revision vom BGH verworfen, so dass das Urteil rechtskräftig wurde. 1981 wurde Krumey wegen Krankheit aus der Haft entlassen und verstarb kurz darauf. Über Hunsches weiteren Lebensweg ist nichts bekannt.